# التاريخ العسكري لكندا خلال الحرب العالمية الثانية

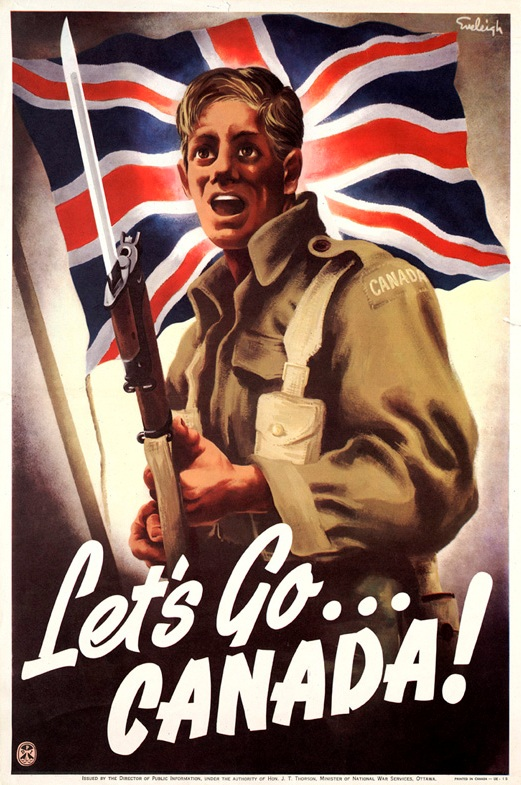
ملصق دعوة للتجنيد العسكري "هيا بنا.. يا كندا!".

يبدأ التاريخ العسكري لكندا خلال الحرب العالمية الثانية مع الغزو الألماني لبولندا في الأول من سبتمبر 1939. بينما كانت القوات الكندية نشطة تقريبًا في كل مسارح القتال، تركزت معظم معارك الجيش الكندي في إيطاليا وشمال شرق أوروبا والمحيط الأطلنطي الشمالي. إجمالًا، خدم ما يقارب 1.1 مليون كندي في الجيش الكندي والبحرية الملكية الكندية والقوات الجوية الملكية الكندية وفي قوات متفرقة عبر دول الكومنولث، قُتل ما يقارب 42000 وجُرح 55000. تعرضت كندا خلال الحرب إلى هجوم مباشر في معركة سانت لورينس، وقصف الفنار في نقطة إستيفان في كولومبيا البريطانية. 
بلغت التكلفة المالية 21.8 مليار دولار في الفترة بين 1939 و1950. بنهاية الحرب امتلكت كندا رابع أكبر قوة جوية في العالم، والبحرية الخامسة عالميًا. أكملت البحرية التجارية الكندية أكثر من 25000 رحلة عبر المحيط الأطلنطي، وتدرب أكثر من 130000 طيار من طياري الحلفاء في كندا خلال خطة التدريب الجوية للكومنولث البريطانية. في يوم إنزال نورماندي، السادس من يونيو 1944، أُنزلت الفرقة الثالثة للمشاة الكندية في شاطئ جونو بنورماندي، بالاشتراك مع قوات الحلفاء. أحدثت الحرب العالمية الثانية تأثيرات ثقافية وسياسية واقتصادية ملحوظة على كندا، بما في ذلك أزمة التجنيد الإجباري في 1944 التي أثرت على الوحدة بين الناطقين بالإنجليزية والناطقين بالفرنسية. زاد المجهود الحربي من قوة الاقتصاد الكندي وعزز موقع كندا عالميًا.

## إعلان الحرب
طلب رئيس الوزراء ويليام ماكينزي كينج من الملك جورج السادس التصديق على إعلان الحرب ضد ألمانيا باسم صاحب الجلالة في 10 سبتمبر 1939. حين أعلنت المملكة المتحدة الحرب على ألمانيا في أغسطس 1914، كانت كندا حينها أحد دول الدومينون التابعة للإمبراطورية البريطانية والتي تتمتع بإدارة شؤونها المحلية فقط، وبالتالي اشتركت تلقائيًا في الحرب العالمية الأولى. بعد الحرب، أرادت الحكومة الكندية تجنب تكرار أزمة التجنيد الإجباري الحادثة في 1917 والتي قسمت البلاد إلى كنديين فرنسيين وكنديين إنجليز. بإشارته إلى أن «البرلمان سوف يقرر»، تجنب رئيس الوزراء ويليام ليون ماكينزي كينج في 1922 المشاركة في أزمة تشاناك، إذ لم يكن البرلمان الكندي في حالة انعقاد.
منح قانون وستمنستر في 1931 الاستقلالية في السياسة الخارجية. حين دخلت بريطانيا الحرب العالمية الثانية في سبتمبر 1939، اعتقد بعض الخبراء أن كندا ما زالت محكومة بالإعلان البريطاني للحرب لأنه اتُخذ من قِبَل الملك، ولكن رئيس الوزراء كينج ذكر حينها مرة أخرى أن «البرلمان سوف يقرر».
في 1936، قال كينج في البرلمان: «تُجذب بلادنا إلى مواقف دولية لدرجة أظنها مُنذرة». بقي البرلمان والحكومة معارضين للمشاركة في حرب أوروبية، جزئيًا بسبب أزمة التجنيد الإجباري في 1917. أعلن كل من رئيس الوزراء كينج وزعيم المعارضة روبيرت جيمس مانيون معارضتهما لتجنيد قوات للخدمة خارج البلاد في مارس 1939. ومع ذلك، لم يغير كينج من رأيه الذي اتخذه عام 1923 بأن كندا يجب أن تشارك في الحروب عن طريق الإمبراطورية، سواء شاركت الولايات المتحدة أم لا. بحلول أغسطس 1939، اتحدت وزارته، بما فيها الكنديين الفرنسيين، للحرب بطريقة لم تكن لتحدث خلال أزمة ميونيخ، على الرغم من تقديم الدولة وأعضاء الوزارة للدعم اعتقادًا منهم أن مشاركة كندا ستكون محدودة.
كان واضحًا أن كندا قد اختارت المشاركة في الحرب قبل غزو بولندا في الأول من سبتمبر 1939. بعد أربعة أيام من إعلان المملكة المتحدة للحرب في الثالث من سبتمبر 1939، دُعي البرلمان لجلسة خاصة وأعلن كل من كينج ومانيون دعمهما لكندا لاتباع بريطانيا، ولكن لم تُعلن الحرب في الحال، لإظهار أن كندا شاركت في الحرب بمبادرتها الذاتية وأنها ليست مجبرة على خوض الحرب. على عكس 1914 حين جاءت الحرب بشكل مفاجئ، جهزت الحكومة للعديد من الإجراءات المتعلقة بالتحكم في الأسعار والترشيد والرقابة، وأعيد تفعيل قانون تدابير الحرب لعام 1914 مرة أخرى. بعد يومين من المباحثات، أذاع مجلس العموم الكندي خطابًا ردًا على خطاب الملك في 9 سبتمبر 1939 مانحًا الإذن لحكومة كينج بإعلان الحرب. حاولت مجموعة صغيرة من المشرعين الكويبيكيين تعديل مشروع القانون، وأعلن رئيس حزب اتحاد الكومنولث التعاوني، جيمس شايفر وودزورث، أن جزءًا من حزبه يعارض القانون. كان وودزورث العضو الوحيد في البرلمان الذي صوت ضد القانون وبالتالي مُرر القانون بشبه تزكية. مرر مجلس الشيوخ الكندي أيضًا القانون في نفس اليوم. جهزت الوزارة أيضًا مسودة لبيان إعلان الحرب، والتي وقع عليها الحاكم العام لكندا، اللورد تويدزموار في 10 سبتمبر. صدق الملك جورج السادس على إعلان الحرب على ألمانيا في 10 سبتمبر. أعلنت كندا الحرب على إيطاليا لاحقًا في 11 يونيو 1940، وعلى اليابان في 7 ديسمبر 1941، وباقي دول المحور، معززةً للمبدأ بأن قانون وستمنستر قد منح كندا تلك القدرات السيادية. 

## التجهيزات
على الرغم من أن كندا كانت أقدم دول الدومينون في الكومنولث البريطاني، لكنها كانت معارضة بشكل كبير لدخول الحرب. أنشأت كندا البالغ تعداد سكانها ما بين 11 و 12 مليون نسمة قوة مسلحة قوية لغاية. التحق قرابة 10% من إجمالي سكان كندا بالجيش، بنسبة ضئيلة من المُجندين إجباريًا. بعد المعاناة الكبيرة بسبب الكساد الكبير في الثلاثينيات، أسرعت تحديات الحرب العالمية الثانية من التحول الكندي القائم نحو دولة حديثة صناعيًا ومعماريًا.
اتبعت كندا بشكل غير رسمي حكم العشر سنوات البريطاني الذي خفّض من النفقات العسكرية حتى بعد الجلاء البريطاني في 1932. عانت القوات المسلحة الكندية من الإهمال طيلة عشرين عامًا، إذ كانت صغيرة في الحجم ومسلحة بتسليح ضعيف، إضافةً إلى عدم جاهزية جزء كبير منها للحرب. بدأت حكومة كينج في زيادة الإنفاق العسكري في 1936، ولكن تلك الزيادة لم تكن مُحبذة شعبيًا. اضطُرت الحكومة لوصف تلك الزيادة بأنها جاءت في المقام الأول للدفاع عن كندا، مع الحرب الخارجية «كمسؤولية ثانوية للبلاد، والتي قد تتطلب مجهودات إضافية هائلة». تسببت أزمة سوديت في 1938 في تضاعف الإنفاق السنوي. ومع ذلك بلغ تعداد الميليشيا دائمة النشاط (أو القوة الدائمة PF ، جيش كندا الدائم) 4,169 ضابطًا، بينما بلغ تعداد الميليشيا غير دائمة النشاط (قوات كندا الاحتياطية) 51,418 بنهاية عام 1938، سُلح معظمهم بأسلحة من عام 1918. في مارس 1939 خدم 309 ضابطًا و 2967 درجة بحرية في البحرية الملكية الكندية، وخدم 360 ضابطًا و 2797 طيارًا في القوات الجوية الملكية الكندية. 
أعلن وزير الدولة للشؤون الخارجية أوسكار دوجلاس سكيلتون سياسة الحكومة للحرب، والتي كانت أهم نقاطها:
- استشارة بريطانيا وفرنسا، وبنفس الأهمية التشاور الحذر مع واشنطن.
- أولوية الدفاع عن كندا، وبالأخص ساحل الأطلنطي.
- إمكانية تقديم المساعدة لنيوفاوندلاند والهند الغربية.
- كون سلاح الجو الملكي الكندي أول الأسلحة التي تخدم خارج البلاد.
- تستطيع كندا خدمة حلفائها بأفضل ما يمكن عن طريق توفير الذخيرة والمواد الخام والغذاء.

صدّقت حكومة كينج على تلك السياسة في 24 أغسطس 1939، ثم ألغت التصديق بناء على اقتراح رئيس هيئة الأركان بغرض إنشاء فرقتين حربيتين للخدمة خارج البلاد.